# 摩尔多瓦武装部队
摩尔多瓦共和国武装部队（罗马尼亚语：Forśele Armate ale Republicii Moldova）由国防部下属的国民军（分为陆军和空军）和内政部下属的宪兵队组成。直到2012年，摩尔多瓦边防警察（当时称为边防部队）属于武装部队。